# Smilen Mljakow
Smilen Mljakow (ur. 17 czerwca 1981 w Sofii) – bułgarski siatkarz. Gra na pozycji atakującego. Były reprezentant Bułgarii.

## Sukcesy
- Puchar Bułgarii: 2002
- Mistrzostwo Włoch: 2008